# Echidna catenata
Echidna catenata es una especie de pez de la familia de los morénidas en el orden de los Anguilliformes.

## Morfología
Los machos pueden llegar a alcanzar los 165 cm de longitud total.

## Distribución geográfica
Se encuentra en el Atlántico occidental (desde Bermuda, Florida y Bahamas hasta las Antillas y Brasil) y en el Atlántico oriental (Cabo Verde ).